# Nicolas Belvito
Nicolas Belvito, né le 18 décembre 1986 à Tassin-la-Demi-Lune, est un footballeur français. Il évolue depuis juin 2023 au poste d'attaquant à Ain Sud.

## Biographie
Nicolas Belvito rejoint le centre de formation de l'Olympique lyonnais en 1997. Il gagne le championnat de France UNSS avec le Lycée Clusset de Villeurbanne en 2002.
Il signe son premier contrat professionnel avec Dijon, club de Ligue 2, en 2009,. Il s'engage en faveur du RC Strasbourg, club de National, le 15 janvier 2011 après avoir résilié son contrat avec Dijon.
Il paraphe ensuite un contrat avec l'AS Cherbourg en juin 2011, toujours en National. Il rejoint l'US Orléans (National) le 11 juin 2012,,.
Il trouve un accord avec l'US Créteil (Ligue 2) pour un contrat d'une durée d'un an durant l'été 2014.
À 27 ans, il s'engage à l'été 2014 pour 3 ans avec le Red Star FC, club de National.
En avril 2015, il fait partie de l'équipe qui gagne à domicile, face à Chambly, sur le score historique de 8-0. Il participe à la fête en inscrivant deux buts et en offrant une passe décisive.
Il rejoint les rangs du SR Colmar pour la saison 2015-2016.